# Héctor Magliano
Héctor Magliano – piłkarz urugwajski grający na pozycji napastnika.
Magliano w 1938 roku, razem z klubem CA Peñarol, zdobył tytuł mistrza Urugwaju.
Jako piłkarz klubu Montevideo Wanderers wziął udział w turnieju Copa América 1941, gdzie Urugwaj został wicemistrzem Ameryki Południowej. Magliano zagrał we wszystkich czterech meczach – z Ekwadorem, Chile, Argentyną i Peru.
Rok później był w kadrze reprezentacji podczas turnieju Copa América 1942, gdzie Urugwaj zdobył tytuł mistrza Ameryki Południowej. Magliano nie wystąpił jednak w żadnym meczu.
Nadal jako gracz klubu Wanderers wziął udział w turnieju Copa América 1947, gdzie Urugwaj zajął trzecie miejsce. Magliano zagrał we wszystkich siedmiu meczach – z Kolumbią, Chile (zdobył 2 bramki), Boliwią (zdobył bramkę), Paragwajem (zdobył bramkę), Ekwadorem, Peru (w drugiej połowie grał za niego Washington Stula) i Argentyną.
Magliano zdobył dla klubu Wanderers 62 bramki i znajduje się pod tym względem na 8 miejscu w klubowej tabeli wszech czasów.
Od 15 sierpnia 1940 roku do 11 kwietnia 1948 roku Magliano rozegrał w reprezentacji Urugwaju 14 meczów i zdobył 5 bramek.